# Nie sam
Nie sam – debiutancki album polskiego wokalisty Damiana Skoczyka, wydany 31 lipca 2012 roku przez wytwórnię płytową Universal Music Polska. Płyta zawiera 10 piosenek, a singlem promującym album został utwór „Zawsze Ty”, do którego nakręcono teledysk. 

## Lista utworów
Opracowano na podstawie materiału źródłowego.
1. „Zawsze Ty” – 3:19
2. „Jak mam powiedzieć” – 3:45
3. „Chodź bliżej” – 3:50
4. „Hasło” – 4:00
5. „Zmiana” – 3:35
6. „Nie sam” – 4:09
7. „Z pierwszych stron” – 4:06
8. „Mamy dość” – 4:12
9. „Nieodkryty ląd” – 3:55
10. „Przyjaciel” – 6:30